# Sébastien Barberis
Sébastien Barberis (Sion, 31 maggio 1972) è un ex calciatore svizzero, di ruolo centrocampista.

## Biografia
Suo padre Umberto Barberis è stato un calciatore.

## Carriera
Ha giocato nella prima divisione svizzera, nella quale in carriera ha totalizzato complessivamente 351 presenze e 30 reti. Ha inoltre giocato in totale anche 10 partite in Champions League (più 6 nei turni preliminari), 17 partite in Coppa UEFA (più 2 nei turni preliminari) e 10 partite in Coppa Intertoto UEFA.

## Palmarès
- Campionato svizzero: 4

Servette: 1993-1994
Basilea: 2001-2002, 2003-2004, 2004-2005
- Coppa Svizzera: 2

Basilea: 2001-2002, 2002-2003